# 26541 Garyross
26541 Garyross è un asteroide della fascia principale. Scoperto nel 2000, presenta un'orbita caratterizzata da un semiasse maggiore pari a 2,9557310 UA e da un'eccentricità di 0,0634795, inclinata di 2,16251° rispetto all'eclittica.
L'asteroide era stato inizialmente battezzato 26541 Nakadai per poi essere corretto nella denominazione attuale. L'eponimo venne poi attribuito all'asteroide 14105 Nakadai.
Inoltre l'eponimo Garyross era stato inizialmente assegnato a 8611 Judithgoldhaber che ricevette poi l'attuale denominazione.
L'asteroide è dedicato all'astrofilo statunitense Gary Ross.